# Pellaea pteroides
Pellaea pteroides är en kantbräkenväxtart som först beskrevs av Carolus Linnaeus, och fick sitt nu gällande namn av Karl Anton Eugen Prantl. Pellaea pteroides ingår i släktet Pellaea och familjen Pteridaceae. Inga underarter finns listade.